# Priscilla Lane
Priscilla Mullican (Indianola (Iowa), 12 juni 1915 — Andover (Massachusetts), 4 april 1995) was een Amerikaans actrice.

## Biografie
Lane werd geboren als dochter van Dr. Lorenzo A. Mullican en Cora Bell Hicks en als jongere zus van Leota Lane, Lola Lane en Rosemary Lane. Hoewel haar zussen al als actrices werkten toen ze nog een jonge tiener was, wilde Lane in eerste instantie trapeze-artieste worden. Ze vormde aan het begin van de jaren 30 een groep met haar zussen en voerde verschillende shows op.
Nadat ze haar schooldiploma had behaald, verhuisde Lane op 16-jarige leeftijd naar New York. Ze probeerde een filmcontract te krijgen bij Metro-Goldwyn-Mayer, maar had geen succes. Toen ze eenmaal 20 jaar oud was, kreeg ze een contract bij Warner Bros. Pictures. In 1937 volgde haar filmdebuut in Varsity Show. Ze groeide al snel uit tot een populaire filmster en behaalde mijlpalen met rollen in films als The Roaring Twenties (1938), Saboteur (1942) en Arsenic and Old Lace (1944). Ook werd ze overwogen voor de rol van Melanie in Gone with the Wind (1939).
Lane stopte met acteren in 1948. Ze was tot zijn dood in 1976 getrouwd met Joseph A. Howard, een kolonel met wie ze vier kinderen kreeg. Lane stierf in 1995 aan de gevolgen van longkanker.
- Biblioteca Nacional de España: XX976847
- Bibliothèque nationale de France: cb13944071f (data)
- Gemeinsame Normdatei: 140686304
- International Standard Name Identifier: 0000 0001 2149 6330
- Library of Congress Control Number: n87860255
- Nationale Bibliotheek van Tsjechië: xx0161521
- Nationale bibliotheek van Australië: 40913251
- Nationale Bibliotheek van Israël: 987007317815205171
- Nederlandse Thesaurus van Auteursnamen: 148623484
- SNAC: w63z025g
- Système universitaire de documentation: 05573880X
- Trove: 1117133
- Virtual International Authority File: 81161573415504520076